# Patrick Goirand
Pas d'image ? Cliquez ici

a Compétitions nationales et continentales officielles uniquement.

Dernière mise à jour le 13 avril 2010.
Patrick Goirand, né le 16 octobre 1972 à Grenoble, est un joueur français de rugby à XV évoluant au poste de demi d'ouverture. Il joue au FC Grenoble et au Racing club de France avant de se tourner vers une carrière d'entraîneur.

## Biographie
Patrick Goirand est issu d'un famille où la culture du rugby est importante. Son père, Jean-Pierre, joue au rugby et il s'initie au rugby au FC Grenoble dès l'âge de 6 ans. Il remporte son premier titre avec son club en 1992 en gagnant la coupe Frantz Reichel, 2 ans après avoir échoué en finale face au Stade toulousain. Il franchit naturellement tous les échelons du club et intègre l'équipe première.
Il fait partie de l'équipe des « Mammouths de Grenoble » et se voit privé du titre de champion de France en 1993, défait 14 à 11 par le Castres olympique dans des conditions rocambolesques.
L'année suivante, le club alpin atteint les demi-finales du championnat de France 1993-1994, défait 22 à 15 par l’ AS Montferrand.
Puis il s'engage avec le Racing club de France, fait un passage au club de rugby de l'US Métro à Antony avant de revenir, avec la fusion des deux derniers clubs au Métro Racing 92. Après sa carrière de joueur, il devient entraîneur de l'équipe de rugby de Clamart avant de s'occuper des espoirs du Stade français en 2007.
Patrick Goirand se marie en 1998 avec Sylvie et il a une fille le 25 décembre 1997 prénommée Alexandra.
‌

## Palmarès
Avec le FC Grenoble
- Coupe Frantz Reichel :
  - Champion (1) : 1992
  - Finaliste (1) : 1990
- Championnat de France de première division :
  - Vice-champion (1) : 1993
  - Demi-finaliste (2) : 1992 et 1994

Avec le Racing CF
- Championnat de France de groupe A2 :
  - Champion en 1998[9]